# Carnitine-acylcarnitine translocase
- ATP synthase ;
- espace intermembranaire mitochondrial ;
- matrice mitochondriale ;
- crêtes (cristae) ;
- ribosomes ;
- membrane mitochondriale interne ;
- membrane mitochondriale externe ;
- ADN mitochondrial.

La carnitine-acylcarnitine translocase (CACT) est une protéine transmembranaire de la membrane mitochondriale interne qui fonctionne comme un antiport permettant à une molécule d'acylcarnitine de pénétrer dans la matrice mitochondriale depuis l'espace intermembranaire mitochondrial pendant qu'une molécule de carnitine prend le chemin inverse. Cette fonction est essentielle pour permettre aux acides gras d'être oxydés par les mitochondries sous l'effet de la β-oxydation.

Transfert des groupes acyle de l'acyl-CoA du cytosol vers la matrice mitochondriale via la carnitine-acylcarnitine translocase.

Des mutations du gène SLC25A20 peuvent être responsables d'une maladie génétique rare, le déficit en carnitine-acylcarnitine translocase, aux conséquences graves et potentiellement fatales peu après la naissance.